# Alexander Sass
Alexander Sass (* 2. Februar 1977 in Potsdam) ist ein deutscher Kameramann.
Nach seiner Schulausbildung zur allgemeinen Hochschulreife und absolviertem Zivildienst, folgte ein dreijähriges Praktikum zum technischen Angestellten, sowie verschiedene Tätigkeiten bei Fernsehproduktionen. Von 2000 bis 2006 Kamerastudium an der Hochschule für Film und Fernsehen in Potsdam-Babelsberg, das er mit einem Diplom für den Spielfilm Mondscheinkinder abschloss.

## Filmografie (Auswahl)
- 2001: Heavy Rotation (Experimentalfilm)
- 2001: Zeit ist Leben (Kurzfilm)
- 2003: Warum läuft Herr V. Amok? (Kurzspielfilm)
- 2003: Ich (Kurzfilm)
- 2006: Neun Szenen
- 2006: Mondscheinkinder
- 2007: Bonanza (Kurzfilm)
- 2008: Marianne von Werefkin (Dokumentarfilm)
- 2010: Renn, wenn du kannst
- 2011: Ente à la Lucy
- 2012: 3 Zimmer/Küche/Bad
- 2014: Fascinating India 3D (auch Co-Regie)
- 2014: Kreuzweg
- 2015: Heil
- 2018: Tatort: Murot und das Murmeltier (Fernsehfilm)
- 2021: Nö

## Auszeichnungen
- 2007: Nominierung Deutscher Kamerapreis 2007 in der Kategorie Kinospielfilm für Mondscheinkinder